# Gilbert Ignoul
Henri Gilbert Ignoul (Maaseik, 17 november 1943) was de burgemeester van Herk-de-Stad van 1977 tot 1982.

## Levensloop
Beroepsmatig was Ignoul zijn volledige loopbaan actief als drukker en lay-outer tot aan zijn pensionering in 2007.   
Hij werd geboren in een gezin van drie kinderen waarvan de vader Rijkswachter was. Zijn vader kreeg een aanstelling in Herk-de-Stad. Als gevolg daarvan verhuisde het gezin.
Ignoul werd actief binnen de lokale CVP-afdeling en bij de gemeenteraadsverkiezingen van 1976 werd hij aangeduid als lijsttrekker. Van 1977 tot 1982 was hij burgemeester van Herk-de-Stad. Van 1983 tot 2000 zetelde hij als gemeenteraadslid in de oppositie. Als burgemeester ontwikkelde hij vooral het gemeentelijk domein Olmenhof rond het gemeentehuis Kasteel de Pierpont.
Onder het pseudoniem Pallieter was Ignoul ook erg actief bij de vrije radio Lorali (lokale radio Linkhout). Hij presenteerde op deze zender gedurende jaren een eigen radioprogramma.
Ignoul schreef een aantal stukken voor lokale bladen. Een daarvan was "Het Publiekske". Hij werd in 1963 winnaar van de provinciale Lavki-jeugdprijs voor het beste kortverhaal, getiteld 'Een sigaret'.